# Nielsen Ratings
Nielsen Ratings là một hệ thống đo lường khán giả và được công ty Nielsen phát triển khi nỗ lực xác định số lượng các đối tượng và thành phần của chương trình truyền hình tại Hoa Kỳ. Nielsen Media Research là công ty được Arthur Nielsen thành lập, ông từng là một nhà phân tích thị trường và đã có sự nghiệp bắt đầu từ những năm 1920 với phân tích quảng cáo thương hiệu và mở rộng sang phân tích thị trường vô tuyến trong những năm 1930. Đỉnh cao là Nielsen Ratings dùng để xếp hạng các chương trình phát thanh, với mục đích cung cấp số liệu thống kê trong thị trường các chương trình radio. Nielsen ratings đầu tiên cho các chương trình phát thanh được phát hành trong tuần đầu tiên của tháng 12 năm 1947. Công ty đã đo 20 chương trình trong bốn lĩnh vực: tổng số khán giả, khán giả trung bình, khán giả tích lũy và số hộ gia đình tính trên mỗi đô la chi ra để làm chương trình.
Năm 1950 công ty Nielsen chuyển sang truyền hình, phát triển một hệ thống xếp hạng bằng cách sử dụng phương pháp Arthur Nielsen và công ty đã phát triển cho radio. Phương pháp đó đã trở thành thông tin chinh dùng để đo lường khán giả trong các ngành công nghiệp truyền hình khắp thế giới.

## Cách đo rating
Việc đo Nielsen ratings được thực hiện theo một trong hai cách.
1. "Nhật ký" trong đó khán giả mục tiêu tự ghi chép lại những gì mình nghe và xem. Bằng cách nhắm tới mục tiêu nhân khẩu học khác nhau, các mô hình tập hợp thống kê sẽ cung cấp tỷ lệ của khán giả xem theo các tiêu chí chương trình, hệ thống cung cấp, và giờ chương trình.
2. Một hệ thống công nghệ phức tạp hơn sử dụng Set Meter, đó là các thiết bị nhỏ được kết nối với TV trong các hộ gia đình được lựa chọn. Các thiết bị này thu thập các thói quen về xem của các hộ gia đình và truyền tải các thông tin hàng ngày đến Nielsen thông qua một "Home Unit" kết nối với đường dây điện thoại. Dựa trên công nghệ, hệ thống "Home Unit" cho phép các nhà nghiên cứu thị trường nghiên cứu thói quen xem truyền hình trên từng phút một, nhìn thấy thời điểm chính xác người xem thay đổi kênh hoặc tắt TV của họ. Ngoài Set Meter, thiết bị báo cáo xem cá nhân, chẳng hạn như People Meters đã cho phép công ty tách riêng thông tin hộ gia đình thành các nhóm nhân khẩu học khác nhau, nhưng cho đến nay Nielsen đã từ chối để thay đổi phân bố dữ liệu của các nhóm dân tộc vào các phân nhóm nhỏ hơn(cần làm rõ) để có thể cung cấp thông tin mục tiêu cho các nhà mạng và các nhà quảng cáo.

Sự thay đổi hệ thống xem truyền hình đã ảnh hưởng tới các phương pháp nghiên cứu thị trường của Nielsen. Năm 2005 Nielsen bắt đầu đo việc xem các video kỹ thuật số như TiVo. Kết quả ban đầu cho thấy rằng việc xem truyền hình với thời gian chuyển dịch sẽ có một tác động đáng kể đến xếp hạng kênh truyền hình. Một năm sau đó hệ thống vẫn chưa tìm được những kết quả mới của bảng tỷ lệ quảng cáo vì sự kháng cự của các nhà quảng cáo.

### Ratings và tổng số người xem
Kết quả Nielsen thường được trích dẫn báo cáo nhiều nhất trong 2 phép đo: xếp hạng rating và share, thường được báo cáo là: "xếp hạng rating/share". Tính đến năm 2013, ước tính có khoảng 115.600.000 hộ gia đình xem truyền hình tại Hoa Kỳ, tăng 1,2% so với năm trước do nhận được thêm rating do việc đưa nội dung TV lên internet. 1% rating quốc gia đại diện cho 1% của tổng số 1,156.000 hộ gia đình trong thời gian 2013-2014. Nielsen ước tính lại số hộ gia đình trang bị TV định kỳ vào mỗi tháng 8 hàng năm.
Share là tỷ lệ phần trăm của truyền hình được dùng để điều chỉnh các chương trình. Ví dụ, Nielsen có thể báo cáo một chương trình như nhận được 9,2/15% trong thời gian chương trình đó phát sóng, nghĩa là trung bình 9,2% của tất cả các hộ gia đình được trang bị truyền hình đã xem chương trình tại bất kỳ thời điểm nào, trong khi 15% các TV trong sử dụng đã được đã xem chương trình đó trong khoảng thời gian này.
Bởi vì xếp hạng được dựa trên các mẫu, nó có thể cho chương trình có 0.0 rating, mặc dù chương trình đó có người xem, CNBC talk show về McEnroe là một ví dụ như vậy. Một ví dụ khác là chương trình CW show CW Now đã nhận được hai 0.0 ratings trong một năm. Trong năm 2014 Nielsen báo cáo rằng tỷ lệ người xem truyền hình trực tiếp ở Mỹ (trung bình 4h32p mỗi ngày) đã giảm xuống 12 phút mỗi ngày so với các năm trước. Nielsen thông báo một số lý do cho sự giảm bớt xem truyền hình trực tiếp là vì tăng số lượng người xem TV vào các thời gian chuyển dịch(chủ yếu là thông qua DVR) và người xem video internet (video Youtube đầy đủ của chương trình truyền hình).

### Nhân khẩu học
Nielsen Media Research cũng cung cấp số liệu thống kê về nhân khẩu học vì giá quảng cáo phụ thuộc các yếu tố như tuổi tác, giới tính, chủng tộc, tẩng lớp kinh tế và khu vực. Khán giả trẻ được coi là hấp dẫn hơn đối với nhiều sản phẩm trong khi một số trưởng hợp khán giả lớn tuổi và giàu có được quan tâm hơn, hoặc khán giả nữ được mong muốn hơn nam giới.
Nhìn chung số lượng khán giả ở độ tuổi 18-49 là quan trọng hơn là tổng toàn bộ người xem. Theo Advertising Age, trong mùa 2007 – 2008, Grey's Anatomy đã có thể tính phí 419.000$ cho mỗi quảng cáo thương mại, so với chỉ có 248.000$ cho mỗi quảng cáo thương mại trong chương trình CSI, mặc dù chương trình CSI có người xem trung bình nhiều hơn 500 triệu người so với hai chương trình kia. Bởi vì tỷ lệ khán giả ở độ tuổi trẻ trong chương trình Friends rất cao, có thể tính phí gần 3 lần so với một quảng cáo thương mại ở chương trình Murder, She Wrote, mặc dù 2 phim bộ trên có tổng số người xem tương tự trong cả năm. Glee và The Office có tổng số người xem ít hơn NCIS trong mùa 2009-10, nhưng kiếm được trung bình 272,694$ và 312,617$ mỗi chương trình tương ứng, so với 150.708$ của NCIS.

### Rating của quảng cáo
Nielsen cũng cung cấp dữ liệu người xem trung bình trong một quảng cáo. Dữ liệu này đã trở thành rating của quảng cáo đầu tiên vào ngày 31 tháng 5 năm 2007. Ngoài ra Nielsen cung cấp các "luồng" dữ liệu khác nhau của dữ liệu này để lấy dữ liệu xem truyền hình bị chậm trong bất kỳ khoảng thời gian lên đến 7 ngày. C3 là số liệu đưa ra năm 2007; C3 dùng để xếp hạng trung bình cho từng phút trong chương trình trực tiếp cộng với 3 ngày kể từ ngày phát lại video kỹ thuật số. Đến cuối năm 2012 một số giám đốc điều hành truyền hình muốn xem C7, xếp hạng cho số cộng 7 ngày, trong đó Lest Moonves của VSB đưa ra tuyên bố rating C7 tăng 30% so với rating chuẩn.

### Sweeps
Công nghệ đo điện tử là cốt lõi của quá trình đo rating của Nielsen. Hai cách đo được sử dụng: Set meters đo chụp những gì kênh đang được theo dõi, trong khi đó People Meters đi một bước xa hơn và thu thập thông tin về những người đang theo dõi ngoài các kênh theo dõi.
Nhật ký cũng được sử dụng nhiều để thu thập thông tin từ các nhà xem mẫu tại nhiều thị trường truyền hình tại Hoa Kỳ, và nhiều thị trường nhỏ hơn chỉ được đo duy nhất bằng nhật ký trên giấy. Mỗi năm Nielsen xử lý hơn 2 triệu nhật ký giấy từ các hộ gia đình trên cả nước Mỹ, cho tháng 11, tháng 2, tháng 5, tháng 7 còn được gọi là giai đoạn "sweeps" rating. Thuật ngữ Sweep bắt đầu từ những ngày năm 1954 khi Nielsen thi nhật ký từ phía Đông lần đầu tiên, từ đó họ sẽ sweep phía Tây, nhật ký 7 ngày (hoặc nhật ký 8 ngày ở nhà với DVR) được gửi một bản về từng hộ để kiểm tra xem ai xem những gì trên truyền hình. Trong suốt một thời gian sweep nhật ký sẽ được gửi đến một bảng điều khiển mới của mỗi nhà vào mỗi tuần, vào cuối tháng, tất cả dữ liệu xem từng tuần, từng cá nhân, được tập hợp lại.
Những thông tin người xem tại địa phương tạo cơ sở cho việc lập kế hoạch chương trình và quyết định quảng cáo trên các đài truyền hình địa phương, truyền hình cab của các nhà quảng cáo. Thông thường các cuộc sweep tháng 11, tháng 2 và tháng 5 được coi là quan trọng hơn, tuy nhiên các dữ liệu sweep tháng có thể có tác động đến nhân sự liên quan đến địa phương.

### Những lời chỉ trích của hệ thống đo rating
Có một số bài phê bình của công chúng về tính chính xác trong hệ thống đánh giá của Nielsen, trong đó có một số lo ngại rằng hệ thống rating của Nielsen đang nhanh chóng trở nên lỗi thời vì các công nghệ mới như điện thoại thông minh, DVR, máy tính bảng và xem truyền hình thông qua internet. Trong tháng 6 năm 2006, Nielsen công bố một kế hoạch cải tổ toàn bộ phương pháp đo, bao gồm tất cả các loại phương tiện truyền thông của người xem trong mẫu của công ty.
Kể tử khi người xem nhận thức được mình là một phần trong các mẫu của Nielsen, nó có thể dẫn đến phản ứng thiên vị trong ghi chép và thói quen xem truyền hình. Số lượng khán giả được thu thập bởi các phương pháp nhật ký tự báo cáo đôi khi cao hơn so với thông tin được thu thập bằng People-Meter trong đó loại bỏ bất kỳ sự thiên vị. xu hướng này có vẻ là phổ biến hơn cho các chương trình tin tức và các chương trình giờ vàng, ngoài ra việc xem truyền hình vào ban ngày và xem vào đêm khuya có xu hướng bị các nhật ký bỏ bớt. 
Một phê bình khác về hệ thống đo đạc rating ở chỗ không có những tiêu chí quan trọng nhất của một mẫu: mẫu đo không phải là ngẫu nhiên thực sự theo ý nghĩa thống kê. Một phần nhỏ trong dân số được chọn và chỉ có những người thực sự chấp nhận việc này mới được sử dụng như một mẫu. Ở nhiều khu vực địa phương từ những năm 1990, sự khác biệt giữa một đánh giá để giữ một chương trình đang được lên sóng hay hủy bỏ nó là rất nhỏ-gần như là không đáng kể về mặt thống kê - mặc dù các chương trình đó sẽ được tồn tại khi nó được đánh giá cao hơn.
Ngoài ra Nielsen rating khuyến khích thúc đẩy mạnh mẽ việc đo theo nhân khẩu học. điều này gây ra vấn đề đối với các hộ gia đình có nhiều TV hoặc hộ gia đình nơi mà người xem sẽ nhập các mã số đơn giản hơn (thường là nhập mã số của con em mình), vấn đề này tạo ra các câu hỏi nghiêm trọng đến chất lượng của dữ liệu nhân khẩu học. Tình hình tiếp tục xấu đi khi sự phổ biến của truyền hình cab và mở rộng số lượng các hệ thống cung cấp dịch vụ truyền hình đã khiến sai số tăng lên rất nhiều vì số lượng mẫu là quá nhỏ. Hơn nữa khi các dữ liệu mẫu được thu thập, các nhà quảng cáo sẽ không trả tiền cho các chương trình phát lại sau đó vài tiếng, do vậy việc thu thập dữ liệu chương trình phát lại là vô ích xét trên quan điểm thống kê. Thậm chí vào năm 2013 phiên bản internet của chương trình truyền hình vẫn không được tính vì chúng hoặc không có quảng cáo (như Netflix) hoặc quảng cáo hoàn toàn khác nhau (chẳng hạn như Hulu) so với các đối tác truyền hình của họ, làm sai lệch các số liệu phân tích mức phổ biến một chương trình.
Một chỉ trích khác liên quan đến hệ thống xếp hạng Nielsen là thiếu một hệ thống đo lường khán giả truyển hình ở môi trường bên ngoài các hộ gia đình, chẳng hạn như ký túc xá đại học, đầu mối giao thông, quán bar, nhà tù, và những nơi công cộng khác, nơi thường xuyên có một số lượng lớn người xem truyền hình trong cùng một khung cảnh. Năm 2005 Nielsen công bố kế hoạch để kết hợp các mẫu là sinh viên đại học sống xa nhà vào danh sách mẫu của mình. Xem truyền hình internet là một thị trường phát triển nhanh chóng mà Nielsen ratings không tính đến. Apple iTunes, Hulu, Youtube và một số các trang web riêng của internet (ABC.com, CBS.com) đều cung cấp các chương trình dài và đầy đủ trên web, hoặc dựa trên đăng ký hoặc hỗ trợ quảng cáo. Mặc dù các trang web có thể theo dõi sự phổ biến của nó và các trang giới thiệu, chúng không thể theo dõi được thông tin nhân khẩu của người xem.
Để theo dõi và mở rộng dịch vụ nghiên cứu thị trường, Nielsen mua NetRatings vào năm 2007. Tuy nhiên, trong một bài viết vào tháng 2 năm 2005, tờ New York Times lưu ý: các phiên bản trên máy tính và thiết bị di động điện thoại của một chương trình được tính riêng rẽ với phiên bản truyền hình tiêu chuẩn, làm cho chất lượng các dữ liệu rating tổng hợp xuống cấp hơn nữa. Kết quả là không có cách nào cho NBC phân biệt được nếu có bất kỳ sự chồng chéo giữa các khán giả truyền hình tiêu chuẩn (khoảng 111,3 triệu người) và 2,1 triệu người xem truyền hình trực tiếp chương trình Super Bowl.
Sau khi Nielsen đã tiếp quản các hợp đồng để cung cấp dữ liệu về quảng cáo tại Ireland trong năm 2009, các công ty quảng cáo nói rằng đó là "thảm họa" và tuyên bố rằng thông tin được Nielsen đưa ra là quá thiếu chính xác để có được sự tin cậy của họ hoặc của khách hàng.
Năm 2004 New Corporation giữ lại các dịch vụ của công ty quan hệ với công chúng Glover Park để khởi động một chiến dịch nhằm mục đích trì hoãn kế hoạch thay thế phương pháp thu nhập dữ liệu điện tử hộ gia đình cũ kỹ của NIelsen tại thị trường nội địa này với hệ thống People Meter cũng của Nielsen. Những người ủng hộ trong chiến dịch này tố cáo rằng dữ liệu thu được từ hệ thống mới People Meter có thiên vị trong báo cáo dẫn đến một sự phân biệt đối xử trong việc làm đối với một số ít diễn viên và nhà văn. Tuy nhiên, Nielsen phản đối chiến dịch bằng cách tiết lộ thành phần mẫu của nó. Theo số lượng thành phần mẫu của Nielsen Media Research, tính đến tháng 11 năm 2004, toàn quốc, hộ gia đình người Mỹ gốc Phi sử dụng hệ thống People Meters đại diện cho 6,7% mẫu Nielsen, so với 6,0% trong dân số nói chung. Tháng 10 năm 2006 News Corp và Nielsen giải quyết xong, trong Nielsen đồng ý chi thêm 50 triệu USD để đảm bảo rằng những người xem thiểu số sẽ được báo cáo đầy đủ với hệ thống People Meter.
Trong năm 2011 CBS và Nielsen đề xuất một mô hình báo cáo gồm 6 phân đoạn cho người xem mà nghiên cứu thực nghiệm của họ phù hợp cho các nhà quảng cáo hơn so với mô hình cũ dựa vào giới tính và tuổi tác, các phân đoạn được dựa trên người dùng, động lực, và thói quen. Có ý kiến cho rằng mô hình có thể tăng mức độ khán giả mong muốn cũng như thông điệp quảng cáo.